# Нилс Олаф
Полковник сър Нилс Олаф е известен кралски пингвин, живеещ в зоопарка в Единбург, Шотландия.
Той е талисман на норвежката Кралска на Негово Величество гвардия със звание полковник-шеф.
На 15 август 2008 г. е посетен от войници от гвардията и удостоен с рицарско звание. То е одобрено лично от норвежкия крал Харалд V. На церемонията присъстват и няколкостотин посетители на зоопарка, които се присъединяват към 130-те гвардейци. Произнесена е официална реч, в която Нилс е описан като „притежаващ несъмнени качества във всяко едно отношение да бъде удостоен с честта и достойнството на рицарското звание“.

## Военна кариера
Норвегия дарява на зоопарка в Единбург първия кралски пингвин. Това става при откриването на зоопарка през 1913 г.
През 1961 г. Норвежката кралска гвардия посещава Единбург, където провежда демонстративна строева подготовка. Лейтенант Нилс Егелиен проявява интерес към колекцията пингвини в зоопарка на града. Когато гвардията се завръща в Единбург през 1972 г., той урежда осиновяването на пингвина. Наименуван е Нилс Олаф – първото му име е на лейтенант Нилс, а второто му име е дадено в чест на крал Олаф V.
През 1972 г. Нилс Олаф е произведен в длъжност „изпълняващ длъжността ефрейтор“ и получава повишение в ранг при всяко посещение на Норвежката кралска гвардия в Единбург. Така през 1982 г. Нилс става ефрейтор, а през 1987 г. – сержант. Оригиналният Нилс Олаф умира, малко след като е повишен в сержант.
Заменен е от двугодишния по онова време Нилс Олаф Втори. С това обаче повишенията не престават. През 1993 г. Нилс е произведен в сержант на полк, а през 2005 г. е удостоен с почетната длъжност полковник-шеф.

## Почести
Нилс е първият пингвин, удостоен с подобни почести от норвежката армия. Кралската гвардия подарява на зоопарка в Единбург бронзова статуя на Нилс Олаф. Подобна статуя е поставена в лагера на гвардията в Осло.